# Schichtpilzverwandte

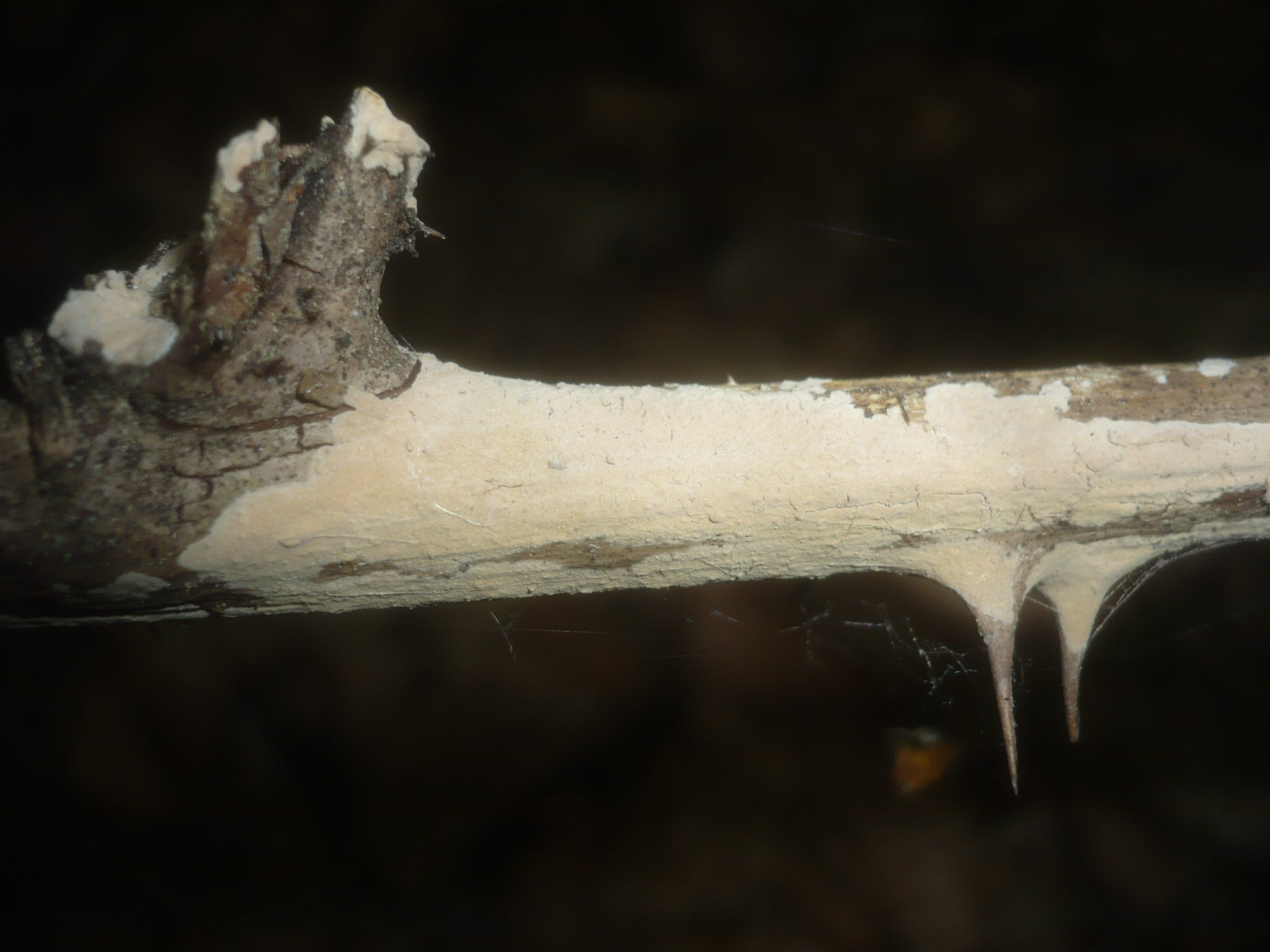
Goldorange Mehlscheibe (Aleurodiscus aurantius)

Die Familie der Schichtpilzverwandten (Stereaceae) besteht aus Arten mit krustenartigen bis teils vom Substrat abstehenden Fruchtkörpern. Viele Arten besitzen Acanthohyphidien. Dabei handelt es sich um zystidenartige Gebilde in der Fruchtschicht mit mehr oder weniger ausgeprägten Kopfteilen, die ähnlich einer Flaschenbürste eng mit Zacken oder haar- bis fingerartigen Auswüchsen besetzt sind. Sie dienen wahrscheinlich als Schutz vor Austrocknung.
Schichtpilze (Stereum) und Mehlscheiben (Aleurodiscus) bilden die größten Gattungen in der Familie. Beide werden durch Arten dominiert, die an exponierten Stellen wachsen, zum Beispiel abgestorbene, aber noch am Baum ansitzende Äste. Die Mehlscheiben wurden in viele kleinere Satellitengattungen unterteilt, einige davon den Schichtpilzen und den Mosaikschichtpilzen (Xylobolus) zugeordnet. Mehrere Arten mit corticioiden Fruchtkörpern aus der Gattung Gloeocystidiellum sind inzwischen als Conferticium, Gloeocystidiellopsis und Megalocystidium abgetrennt worden.

## Gattungen
Die Familie besteht derzeit aus etwa 20 Gattungen. Durch neue Erkenntnisse, die man vor allem durch rDNS-Sequenz-Analysen gewonnen hat, befindet sich die Systematik der Schichtpilzverwandten im Umbruch. Einige Gattungen, die traditionell in diese Familie gestellt wurden, werden heute eigenständigen oder anderen Familien zugeordnet.
| Gattungen der Schichtpilzverwandten (Stereaceae) |                                        |
| \| Gattungsname \| Autor \| \| -------------------------------------------------------------------------------------------------------------------------------------------------------------------------------------------------------------------------------------------------------------------------------------------------------------------------------------------------------------------------------------------------------------------------------------------------------------------------------------------------------------------------------------------------------------------------------------------------------------------------------------------------------------------------------------------------------------------------------- \| -------------------------------------- \| \| Acanthobasidium \| Oberw. 1965 \| \| Acanthofungus \| Sheng Hua Wu, Boidin & C.Y. Chien 2000 \| \| Acanthophysellum \| Parmasto 1967 \| \| Acanthophysium \| (Pilát) G. Cunn. 1963 \| \| Aleurobotrys \| Boidin 1986 \| \| Aleurocystis[Anmerk 1] \| P.A. Lemke 1964 \| \| Aleurodiscus \| Rabenh. ex J. Schröt. 1888 \| \| Aleuromyces \| Boidin & Gilles 2002 \| \| Amylohyphus[Anmerk 2] \| Ryvarden 1978 \| \| Amylosporomyces \| S.S. Rattan 1977 \| \| Conferticium \| Hallenb. 1980 \| \| Coniophorafomes[Anmerk 1] \| Johann Rick 1934 \| \| Dextrinocystidium[Anmerk 3] \| Sheng H. Wu 1996 \| \| Gloeocystidiellum[Anmerk 4] \| Donk 1931 \| \| Gloeocystidiopsis \| Jülich 1982 \| \| Gloeodontia[Anmerk 5] \| Boidin 1966 \| \| Gloeomyces \| Sheng H. Wu 1996 \| \| Megalocystidium \| Jülich 1978 \| \| Neoaleurodiscus \| Sheng H. Wu 2010 \| \| Scotoderma[Anmerk 1] \| Jülich 1974 \| \| Stereum \| Hill ex Pers. 1794 \| \| Xylobolus \| P. Karst. 1881 \| \| Legende: Gattungen, deren Stellung in der Familie der Schichtpilzverwandten durch DNA-Sequenz-Analysen bestätigt wurde, sind fett dargestellt. 1. 1 2 3 Laut Larsson eine Genera incertae sedis, die keiner Familie zugeordnet werden. 2. ↑ Amylohyphus steht möglicherweise in der Familie der Gloeophyllaceae 3. ↑ Die Arten der Gattung wurden von Hjortstam & Ryvarden in die Gattung Gloeopeniophorella gestellt, die der Familie der Täublingsverwandten (Russulaceae) zugeordnet wird. 4. ↑ Gloeocystidiellum s. s. wird heute in die Familie Gloeocystidiellaceae gestellt. 5. ↑ Gloeodontia bildet eine eigene Abstammungslinie innerhalb der Russulales, die von Larsson in die Familie Gloeodontiaceae gestellt wird. \| \| |                                        |
| Gattungsname | Autor                                  |
| Acanthobasidium | Oberw. 1965                            |
| Acanthofungus | Sheng Hua Wu, Boidin & C.Y. Chien 2000 |
| Acanthophysellum | Parmasto 1967                          |
| Acanthophysium | (Pilát) G. Cunn. 1963                  |
| Aleurobotrys | Boidin 1986                            |
| Aleurocystis | P.A. Lemke 1964                        |
| Aleurodiscus | Rabenh. ex J. Schröt. 1888             |
| Aleuromyces | Boidin & Gilles 2002                   |
| Amylohyphus | Ryvarden 1978                          |
| Amylosporomyces | S.S. Rattan 1977                       |
| Conferticium | Hallenb. 1980                          |
| Coniophorafomes | Johann Rick 1934                       |
| Dextrinocystidium | Sheng H. Wu 1996                       |
| Gloeocystidiellum | Donk 1931                              |
| Gloeocystidiopsis | Jülich 1982                            |
| Gloeodontia | Boidin 1966                            |
| Gloeomyces | Sheng H. Wu 1996                       |
| Megalocystidium | Jülich 1978                            |
| Neoaleurodiscus | Sheng H. Wu 2010                       |
| Scotoderma | Jülich 1974                            |
| Stereum | Hill ex Pers. 1794                     |
| Xylobolus | P. Karst. 1881                         |
| Legende: Gattungen, deren Stellung in der Familie der Schichtpilzverwandten durch DNA-Sequenz-Analysen bestätigt wurde, sind fett dargestellt. 1. 2. 3. 4. 5. |                                        |